# Jammer telefonico

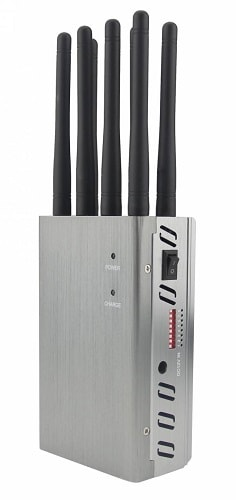
Jammer telefonico portatile ad 8 bande

Un jammer telefonico (disturbatore di frequenze) è uno strumento utilizzato per impedire ai telefoni cellulari di ricevere o trasmettere onde radio.
Esistono anche jammer in grado di impedire il corretto funzionamento di sistemi GPS. Quando viene attivato, inibisce il funzionamento di questi dispositivi rendendoli completamente inefficaci.
Gli jammer sono utilizzati principalmente in luoghi dove l'uso dei cellulari o di comandi a distanza su frequenza possono rappresentare un immediato pericolo. Le leggi italiane e di molti paesi europei ne consentono l'uso solo alle forze di polizia o esclusivamente per scopi militari.

## Storia
La rapida proliferazione di telefoni cellulari all'inizio del XXI secolo sollevò inevitabilmente giudizi negativi come il loro potenziale utilizzo per invadere la privacy contribuendo a far proliferare l'attuazione di sofisticate frodi, fenomeno in espansione determinato proprio dalla sottrazione di informazione private contenute nelle conversazioni facilmente intercettabili.
A tutto ciò si aggiunse un'inevitabile ripercussione sull'opinione pubblica che criticava la dilagante invadenza dei cellulari nella vita quotidiana pubblica e privata. Mentre i vecchi telefonini analogici spesso difettavano nella ricezione per lo scarso segnale che si scollegava anche per semplici interferenze, come per esempio i rumori ad alta frequenza, i telefoni digitali sono divenuti col tempo sempre più sofisticati e capaci di elaborare un enorme numero di dati. I jammer, come dispositivi di “accecamento” del segnale telefonico, sono una valida alternativa alle più costose e sofisticate misure contro i telefoni cellulari, come ad esempio le gabbie di Faraday, che sono per lo più prodotti adatti e costruiti per la protezione e isolamento di strutture edili.
I jammer sono stati originariamente progettati e prodotti per le forze dell'ordine e per l'esercito in quanto l'interruzione delle comunicazioni in un largo raggio costituiva una valida protezione da criminali e terroristi. Alcuni per esempio sono stati anche destinati ad inibire l'uso di detonatori per esplosivi a distanza. Le applicazioni anche in ambito civile sono svariate, così nel tempo molte aziende originariamente legate per contratto alla progettazione di jammer per alcuni governi passano alla commercializzazione di tali dispositivi anche a soggetti privati. Da allora c'è stato un lento ma costante aumento del loro acquisto e uso, soprattutto nelle grandi aree metropolitane ma in alcuni casi soprattutto a scopi illegali.

## Caratteristiche
Come nel caso dei disturbatori radio, i jammer per reti GSM bloccano l'uso dei cellulari inviando onde radio di disturbo sulla stessa frequenza che usano i telefonini. Ciò causa un'interferenza che inibisce la comunicazione tra cellulari e torri-ripetitori, paralizzando ogni attività telefonica nel suo raggio d'azione. Sulla maggior parte dei cellulari ciò che appare durante tale disturbo è semplicemente un segnale di assenza di rete. La maggior parte dei telefoni cellulari utilizza bande diverse per inviare e ricevere comunicazioni dai ripetitori dei vari gestori (chiamati full duplex).
Un jammer può interrompere le comunicazioni direttamente tra i ripetitori, tipico di più sofisticate, più grandi e più costose unità dedicate, oppure può agire direttamente sulle frequenze del telefono come fanno i modelli più piccoli, (quelli delle dimensioni di un palmare), che bloccano tutte le bande da 800 MHz a 1900 MHz entro un raggio di circa 9/12 metri. Il jammer TRJ-89 per esempio è in grado di bloccare le comunicazioni cellulari per un raggio di circa 8 km. In realtà c'è bisogno di meno energia per disturbare il segnale di una stazione base (ripetitore o ponte radio) rispetto a quello di un cellulare, proprio perché il segnale della torre è un segnale indebolito dalla distanza stessa che deve coprire per giungere al telefono e quindi di conseguenza è facilmente oscurabile.
I vecchi jammer a volte si limitavano a lavorare sui vecchi telefoni analogici e digitali utilizzando obsolete tecnologie di disturbo. I modelli più nuovi come il jammer a doppia e tripla banda sono in grado di bloccare tutti i sistemi usati (CDMA, iDEN, GSM, ecc.) e sono anche molto efficaci contro le più recenti tecnologie di telefonia a più frequenze (Dual Band e Tri Band) e i sistemi che interagiscono con essi. Poiché la tecnologia di rete fissa e le frequenze utilizzate per la telefonia mobile variano in tutto il mondo, alcuni jammer funzionano solo in determinate regioni come l'Europa o Nord America.
L'effetto jammer può variare notevolmente in base ad alcuni fattori quali la vicinanza alle stazioni, il settaggio per ambienti interni o esterni, presenza di edifici e ostacoli naturali, perfino la temperatura e l'umidità possono giocare un ruolo importante. Una grande preoccupazione è stata quella che riguarda la possibile interferenza e disturbo che i jammer possono avere su dispositivi medici quali i pacemaker per esempio potendone potenzialmente interromperne il funzionamento. Tuttavia, come per i telefoni cellulari, la maggior parte di questi dispositivi di disturbo funziona ad una potenza sufficiente (<1W) ad evitare tali problemi.

## Contromisure: anti jammer
Negli ultimi anni però, con la diffusione a largo raggio sul mercato dei jammer per cellulari e soprattutto con la libertà di acquistarli anche su internet a prezzi accessibili a tutti, si è cercato di porre un freno a tale fenomeno e molti governi hanno regolamentato l'uso di tali prodotti.
D'altro canto in ambito tecnologico una contromisura a questi pericolosi dispositivi sono dei ritrovati di ultima generazione come gli anti-jammer che sono, a tutti gli effetti, rilevatori di disturbi di frequenze. Gli anti-jammer, nel momento in cui rilevano, nell'ambiente circostante, per più di un numero prestabilito di secondi, delle emissioni elettromagnetiche di un Jammer, trasmette un input di allarme. Se tale input è collegato ad una centralina satellitare essa gestisce tale segnalazione come si è in precedenza stabilito, bloccando per esempio il veicolo che è completamente isolato dalle comunicazioni ed impossibilitato quindi a collegarsi via GSM con la centrale. Le sue ridottissime dimensioni inoltre ne permettono un libero e agevole occultamento.